# Primera División de México 1992-93
La Temporada 1992-93 fue la edición LII de la Primera División Mexicana; se jugó entre el 15 de agosto de 1992 y el 29 de mayo de 1993. El equipo ascendido para este torneo fue Pachuca al coronarse campeón sobre Irapuato.
Los 20 equipos se dividieron en 4 grupos de 5 equipos cada uno. El torneo se desarrolló a partidos de visita recíproca por lo que cada club jugó 38 partidos, donde clasificaban los 2 mejores de cada grupo a la liguilla; si un tercer lugar superaba en puntos a un segundo lugar, jugaban una repesca a partidos de visita recíproca; los ganadores pasaban a la liguilla, donde se enfrentaban en un sistema de eliminación directa. El campeón fue el Atlante, superando en la final por marcador global de 4-0 al Monterrey.

## Sistema de competencia
Los veinte participantes fueron divididos en cuatro grupos de cinco equipos cada uno; todos disputan la fase regular bajo un sistema de liga, es decir, todos contra todos a visita recíproca; con un criterio de puntuación que otorga dos unidades por victoria, una por empate y cero por derrota. 
Clasifican a la disputa de la fase final por el título, el primer y segundo lugar de cada grupo (sin importar su ubicación en la tabla general). Los equipos clasificados son ubicados del 1 al 8 en duelos cruzados (es decir 1 vs 8, 2 vs 7, 3 vs 6 y 4 vs 5), se enfrentaban en rondas ida-vuelta o eliminación directa. 
La definición de los partidos de fase final tomarían como criterio el "Gol de visitante", es decir el equipo que en la serie ida y vuelta anotara más goles en calidad de visitante. Se procedía a tiempo extra y tiros penales en caso de tener la misma cantidad de goles en ambos partidos; los goles en tiempo extra no eran válidos para el criterio de gol de visitante, en virtud de la justicia deportiva que debía imperar, ya que en una serie a visita recíproca, solo los juegos de vuelta tienen tiempos extras.
En caso de existir uno o dos equipo que superen la puntuación de uno o dos sublíderes de grupo se procederá a jugar una reclasificación; el formato consiste en series a visita recíproca entre aquellos equipos involucrados con las condicionantes mencionadas, es decir, el sublíder de grupo se enfrentaría a aquel club que lo hubiera superado en puntos en otro grupo, y no fuera el sublíder de este; todo ello respetando la posición en la tabla general para la definición del rol de juegos, y considerando los mismos criterios de desempate vigentes de las rondas subsecuentes.
En la definición del descenso el club con menor cociente en la tabla de porcentajes descendería a segunda división y considerando los criterios de desempate de la fase regular. Este se obtendría de sumar los puntos obtenidos en las últimas tres temporadas, y dividiéndolo entre los partidos disputados en ese lapso.

## Equipos participantes

### Ascensos y descensos
| Pos | Ascendido de la Segunda División 1991-92 |
| --- | ---------------------------------------- |
| 1º  | Pachuca                                  |

| Pos | Descendido en la Primera División 1991-92 |
| --- | ----------------------------------------- |
| 20° | Cobras de Ciudad Juárez                   |

### Equipos por Entidad Federativa
En la temporada 1992-1993 jugaron 20 equipos que se distribuían de la siguiente manera:
| Monterrey Tigres UAT Morelia U de G Atlas Guadalajara U.A.G Necaxa Puebla Toluca América Cruz Azul Atlante UNAM Santos León Querétaro Veracruz Pachuca | \| Entidad Federativa \| N.º \| Equipos \| \| ------------------ \| --- \| ------------------------------------------ \| \| Distrito Federal \| 5 \| América, Atlante, Cruz Azul, Necaxa y UNAM \| \| Jalisco \| 4 \| Atlas, Guadalajara, UAG y U de G \| \| Nuevo León \| 2 \| Monterrey y UANL \| \| Tamaulipas \| 1 \| UAT \| \| Guanajuato \| 1 \| León \| \| Estado de México \| 1 \| Toluca \| \| Puebla \| 1 \| Puebla \| \| Michoacán \| 1 \| Morelia \| \| Coahuila \| 1 \| Santos Laguna \| \| Hidalgo \| 1 \| Pachuca \| \| Veracruz \| 1 \| Veracruz \| \| Querétaro \| 1 \| Querétaro \| |                                            |
| Entidad Federativa | N.º | Equipos                                    |
| Distrito Federal | 5 | América, Atlante, Cruz Azul, Necaxa y UNAM |
| Jalisco | 4 | Atlas, Guadalajara, UAG y U de G           |
| Nuevo León | 2 | Monterrey y UANL                           |
| Tamaulipas | 1 | UAT                                        |
| Guanajuato | 1 | León                                       |
| Estado de México | 1 | Toluca                                     |
| Puebla | 1 | Puebla                                     |
| Michoacán | 1 | Morelia                                    |
| Coahuila | 1 | Santos Laguna                              |
| Hidalgo | 1 | Pachuca                                    |
| Veracruz | 1 | Veracruz                                   |
| Querétaro | 1 | Querétaro                                  |

### Información sobre equipos
| Equipo           | Ciudad                           | Estadio                       | Capacidad      |
| ---------------- | -------------------------------- | ----------------------------- | -------------- |
| América          | México, D. F.                    | Azteca                        | 114,600        |
| Atlante          | México, D.F.                     | Azulgrana                     | 36,000         |
| Atlas            | Guadalajara, Jalisco             | Jalisco                       | 56,000         |
| Cruz Azul        | México, D. F.                    | Azteca                        | 114,600        |
| Guadalajara      | Guadalajara, Jalisco             | Jalisco                       | 56,000         |
| León             | León, Guanajuato                 | Nou Camp                      | 30,000         |
| Monterrey        | Monterrey, Nuevo León            | Tecnológico                   | 38,000         |
| Morelia          | Morelia, Michoacán               | Morelos                       | 39,000         |
| Necaxa           | México, D. F.                    | Azteca                        | 114,600        |
| Pachuca          | Pachuca, Hidalgo                 | Revolución Mexicana / Hidalgo | 4,000 / 30,000 |
| Puebla           | Puebla, Puebla                   | Cuauhtémoc                    | 36,000         |
| Querétaro        | Santiago de Querétaro, Querétaro | Corregidora                   | 38,000         |
| Santos           | Torreón, Coahuila                | Corona                        | 18,000         |
| Tecos UAG        | Zapopan, Jalisco                 | Tres de Marzo                 | 25,000         |
| Tigres UANL      | Monterrey, Nuevo León            | Universitario                 | 44,000         |
| Toluca           | Toluca, Estado de México         | La Bombonera                  | 27,000         |
| Correcaminos UAT | Ciudad Victoria, Tamaulipas      | Marte R. Gómez                | 18,000         |
| U. de G.         | Guadalajara, Jalisco             | Jalisco                       | 56,000         |
| UNAM             | México, D. F.                    | Olímpico Universitario        | 66,000         |
| Veracruz         | Veracruz, Veracruz               | Luis Pirata Fuente            | 30,000         |

## Torneo Regular

### Primera Vuelta
| UNAM             | 4-0 | Toluca    | Olímpico Universitario | 15 de agosto | 15:00 |
| Veracruz         | 2-1 | Monterrey | Luis Pirata Fuente     | 15 de agosto | 16:00 |
| Tigres UANL      | 3-3 | Atlante   | Universitario          | 15 de agosto | 17:00 |
| U. de G.         | 1-2 | Morelia   | Jalisco                | 15 de agosto | 20:45 |
| Querétaro        | 2-1 | Cruz Azul | Corregidora            | 16 de agosto | 12:00 |
| Guadalajara      | 0-1 | Tecos UAG | Jalisco                | 16 de agosto | 12:00 |
| Puebla           | 1-4 | Atlas     | Nou Camp               | 16 de agosto | 12:00 |
| León             | 0-1 | Pachuca   | Nou Camp               | 16 de agosto | 12:00 |
| Necaxa           | 2-1 | Santos    | Azteca                 | 16 de agosto | 12:00 |
| Correcaminos UAT | 0-1 | América   | Marte R. Gómez         | 19 de agosto | 20:30 |

| Tecos UAG | 1-1 | Puebla           | Tres de Marzo       | 21 de agosto | 20:30 |
| Monterrey | 3-1 | UNAM             | Tecnológico         | 22 de agosto | 17:00 |
| Cruz Azul | 2-1 | León             | Azteca              | 22 de agosto | 17:00 |
| Atlas     | 2-1 | Necaxa           | Jalisco             | 22 de agosto | 20:45 |
| Atlante   | 3-0 | Correcaminos UAT | La Bombonera        | 23 de agosto | 10:00 |
| Toluca    | 2-0 | Querétaro        | La Bombonera        | 23 de agosto | 12:00 |
| América   | 0-0 | U. de G.         | Azteca              | 23 de agosto | 12:00 |
| Pachuca   | 1-0 | Tigres UANL      | Revolución Mexicana | 23 de agosto | 12:00 |
| Morelia   | 0-2 | Guadalajara      | Morelos             | 23 de agosto | 12:00 |
| Santos    | 2-1 | Veracruz         | Corona              | 23 de agosto | 16:00 |

| UNAM             | 2-1 | Santos    | Olímpico Universitario | 29 de agosto | 15:00 |
| Veracruz         | 3-0 | Atlas     | Luis Pirata Fuente     | 29 de agosto | 16:00 |
| Tigres UANL      | 2-2 | Cruz Azul | Universitario          | 29 de agosto | 17:00 |
| U. de G.         | 1-0 | Atlante   | Jalisco                | 29 de agosto | 20:45 |
| Toluca           | 1-1 | Monterrey | La Bombonera           | 30 de agosto | 11:00 |
| Puebla           | 3-1 | Morelia   | Nou Camp               | 30 de agosto | 12:00 |
| Querétaro        | 1-4 | León      | Corregidora            | 30 de agosto | 12:00 |
| Necaxa           | 4-0 | Tecos UAG | Azteca                 | 30 de agosto | 12:00 |
| Guadalajara      | 1-0 | América   | Jalisco                | 30 de agosto | 12:00 |
| Correcaminos UAT | 0-0 | Pachuca   | Marte R. Gómez         | 30 de agosto | 12:00 |

| Tecos UAG | 1-0 | Veracruz         | Tres de Marzo       | 4 de septiembre | 20:30 |
| Monterrey | 2-0 | Querétaro        | Tecnológico         | 5 de septiembre | 17:00 |
| Cruz Azul | 1-1 | Correcaminos UAT | Azteca              | 5 de septiembre | 17:00 |
| Atlas     | 1-0 | UNAM             | Jalisco             | 5 de septiembre | 20:45 |
| León      | 0-0 | Tigres UANL      | Nou Camp            | 6 de septiembre | 12:00 |
| Pachuca   | 0-0 | U. de G.         | Revolución Mexicana | 6 de septiembre | 12:00 |
| América   | 3-4 | Puebla           | Azteca              | 6 de septiembre | 12:00 |
| Morelia   | 2-2 | Necaxa           | Morelos             | 6 de septiembre | 12:00 |
| Santos    | 1-1 | Toluca           | Corona              | 6 de septiembre | 16:00 |
| Atlante   | 5-1 | Guadalajara      | Azulgrana           | 6 de septiembre | 20:00 |

| UNAM             | 1-1 | Tecos UAG   | Olímpico Universitario | 12 de septiembre | 15:00 |
| Veracruz         | 2-0 | Morelia     | Luis Pirata Fuente     | 12 de septiembre | 16:00 |
| Monterrey        | 3-2 | Santos      | Tecnológico            | 12 de septiembre | 17:00 |
| U. de G.         | 3-1 | Cruz Azul   | Jalisco                | 12 de septiembre | 20:45 |
| Toluca           | 5-0 | Atlas       | La Bombonera           | 13 de septiembre | 11:00 |
| Correcaminos UAT | 1-2 | León        | Marte R. Gómez         | 13 de septiembre | 12:00 |
| Necaxa           | 1-0 | América     | Azteca                 | 13 de septiembre | 12:00 |
| Puebla           | 0-0 | Atlante     | Héroe de Nacozari      | 13 de septiembre | 12:00 |
| Guadalajara      | 2-0 | Pachuca     | Jalisco                | 13 de septiembre | 12:00 |
| Querétaro        | 0-2 | Tigres UANL | Corregidora            | 13 de septiembre | 12:00 |

| Tecos UAG   | 0-0 | Toluca           | Tres de Marzo       | 18 de septiembre | 20:30 |
| Atlante     | 1-2 | Necaxa           | Azulgrana           | 18 de septiembre | 20:45 |
| Cruz Azul   | 4-2 | Guadalajara      | Azteca              | 19 de septiembre | 17:00 |
| Tigres UANL | 0-0 | Correcaminos UAT | Universitario       | 19 de septiembre | 17:00 |
| Atlas       | 0-0 | Monterrey        | Jalisco             | 19 de septiembre | 20:45 |
| Morelia     | 2-5 | UNAM             | Morelos             | 20 de septiembre | 12:00 |
| León        | 1-0 | U. de G.         | Nou Camp            | 20 de septiembre | 12:00 |
| América     | 1-0 | Veracruz         | Azteca              | 20 de septiembre | 12:00 |
| Pachuca     | 0-1 | Puebla           | Revolución Mexicana | 20 de septiembre | 12:00 |
| Santos      | 0-1 | Querétaro        | Corona              | 20 de septiembre | 16:00 |

| UNAM        | 2-3 | América          | Olímpico Universitario | 24 de septiembre | 15:00 |
| Veracruz    | 1-1 | Atlante          | Luis Pirata Fuente     | 26 de septiembre | 16:00 |
| Monterrey   | 0-0 | Tecos UAG        | Tecnológico            | 26 de septiembre | 17:00 |
| U. de G.    | 1-1 | Tigres UANL      | Jalisco                | 26 de septiembre | 20:45 |
| Toluca      | 0-0 | Morelia          | La Bombonera           | 27 de septiembre | 11:00 |
| Necaxa      | 2-0 | Pachuca          | Azteca                 | 27 de septiembre | 12:00 |
| Querétaro   | 3-0 | Correcaminos UAT | Corregidora            | 27 de septiembre | 12:00 |
| Puebla      | 0-0 | Cruz Azul        | 10 de diciembre        | 27 de septiembre | 12:00 |
| Guadalajara | 0-0 | León             | Jalisco                | 27 de septiembre | 12:00 |
| Santos      | 0-0 | Atlas            | Corona                 | 27 de septiembre | 16:00 |

| Tecos UAG        | 3-0 | Santos      | Tres de Marzo       | 2 de octubre | 20:30 |
| América          | 3-3 | Toluca      | Azteca              | 2 de octubre | 20:45 |
| Tigres UANL      | 3-1 | Guadalajara | Universitario       | 3 de octubre | 17:00 |
| Cruz Azul        | 3-4 | Necaxa      | Azteca              | 3 de octubre | 17:00 |
| Atlas            | 0-1 | Querétaro   | Jalisco             | 3 de octubre | 20:45 |
| León             | 2-1 | Puebla      | Nou Camp            | 3 de octubre | 20:45 |
| Pachuca          | 0-0 | Veracruz    | Revolución Mexicana | 4 de octubre | 12:00 |
| Atlante          | 3-3 | UNAM        | Azulgrana           | 4 de octubre | 12:00 |
| Morelia          | 1-1 | Monterrey   | Morelos             | 4 de octubre | 12:00 |
| Correcaminos UAT | 3-1 | U. de G.    | Marte R. Gómez      | 4 de octubre | 12:00 |

| UNAM        | 2-1 | Pachuca          | Olímpico Universitario | 10 de octubre | 15:00 |
| Veracruz    | 0-3 | Cruz Azul        | Luis Pirata Fuente     | 10 de octubre | 16:00 |
| Monterrey   | 3-1 | América          | Tecnológico            | 10 de octubre | 17:00 |
| Puebla      | 1-3 | Tigres UANL      | Luis Pirata Fuente     | 10 de octubre | 18:00 |
| Atlas       | 2-3 | Tecos UAG        | Jalisco                | 10 de octubre | 20:45 |
| Toluca      | 3-1 | Atlante          | La Bombonera           | 11 de octubre | 11:00 |
| Necaxa      | 3-0 | León             | Azteca                 | 11 de octubre | 12:00 |
| Querétaro   | 1-1 | U. de G.         | Corregidora            | 11 de octubre | 12:00 |
| Guadalajara | 1-0 | Correcaminos UAT | Jalisco                | 11 de octubre | 12:00 |
| Santos      | 1-1 | Morelia          | Corona                 | 11 de octubre | 16:00 |

| Tecos UAG        | 3-0 | Querétaro   | Tres de Marzo       | 16 de octubre | 20:30 |
| Cruz Azul        | 2-0 | UNAM        | Azteca              | 17 de octubre | 17:00 |
| Tigres UANL      | 2-2 | Necaxa      | Universitario       | 17 de octubre | 17:00 |
| U. de G.         | 2-1 | Guadalajara | Jalisco             | 17 de octubre | 20:45 |
| Atlante          | 1-1 | Monterrey   | Azulgrana           | 18 de octubre | 12:00 |
| Morelia          | 2-1 | Atlas       | Morelos             | 18 de octubre | 12:00 |
| Correcaminos UAT | 2-4 | Puebla      | Marte R. Gómez      | 18 de octubre | 12:00 |
| León             | 4-0 | Veracruz    | Nou Camp            | 18 de octubre | 12:00 |
| Pachuca          | 3-2 | Toluca      | Revolución Mexicana | 18 de octubre | 12:00 |
| América          | 2-2 | Santos      | Azteca              | 19 de octubre | 20:45 |

| Veracruz  | 3-4 | Tigres UANL      | Luis Pirata Fuente     | 24 de octubre | 16:00 |
| Necaxa    | 3-1 | Correcaminos UAT | Azteca                 | 24 de octubre | 16:00 |
| Monterrey | 2-1 | Pachuca          | Tecnológico            | 24 de octubre | 17:00 |
| Atlas     | 1-1 | América          | Jalisco                | 24 de octubre | 20:45 |
| Toluca    | 0-1 | Cruz Azul        | La Bombonera           | 25 de octubre | 11:00 |
| Puebla    | 2-0 | U. de G.         | Cuauhtémoc             | 25 de octubre | 12:00 |
| Querétaro | 1-2 | Guadalajara      | Corregidora            | 25 de octubre | 12:00 |
| Tecos UAG | 2-0 | Morelia          | Tres de Marzo          | 25 de octubre | 12:00 |
| UNAM      | 3-2 | León             | Olímpico Universitario | 25 de octubre | 12:00 |
| Santos    | 2-1 | Atlante          | Corona                 | 25 de octubre | 16:00 |

| Atlante          | 1-2 | Atlas     | Azulgrana           | 30 de octubre  | 20:00 |
| Morelia          | 0-0 | Querétaro | Morelos             | 31 de octubre  | 16:00 |
| Cruz Azul        | 1-2 | Monterrey | Azteca              | 31 de octubre  | 17:00 |
| Tigres UANL      | 2-2 | UNAM      | Universitario       | 31 de octubre  | 17:00 |
| Correcaminos UAT | 1-3 | Veracruz  | Marte R. Gómez      | 31 de octubre  | 20:30 |
| U. de G.         | 0-3 | Necaxa    | Jalisco             | 31 de octubre  | 20:45 |
| León             | 3-2 | Toluca    | Nou Camp            | 31 de octubre  | 20:45 |
| Pachuca          | 2-0 | Santos    | Revolución Mexicana | 1 de noviembre | 12:00 |
| América          | 2-1 | Tecos UAG | Azteca              | 1 de noviembre | 16:30 |
| Guadalajara      | 0-1 | Puebla    | Jalisco             | 1 de noviembre | 17:00 |

| Toluca    | 2-1 | Tigres UANL      | La Bombonera           | 4 de noviembre | 15:00 |
| UNAM      | 3-0 | Correcaminos UAT | Olímpico Universitario | 4 de noviembre | 15:00 |
| Santos    | 1-0 | Cruz Azul        | Corona                 | 4 de noviembre | 16:00 |
| Morelia   | 1-2 | América          | Morelos                | 4 de noviembre | 16:00 |
| Querétaro | 2-2 | Puebla           | Corregidora            | 4 de noviembre | 20:00 |
| Monterrey | 1-1 | León             | Tecnológico            | 4 de noviembre | 20:30 |
| Atlas     | 1-1 | Pachuca          | Jalisco                | 4 de noviembre | 20:45 |
| Veracruz  | 2-5 | U. de G.         | Luis Pirata Fuente     | 4 de noviembre | 21:00 |
| Tecos UAG | 2-0 | Atlante          | Tres de Marzo          | 5 de noviembre | 20:30 |
| Necaxa    | 3-1 | Guadalajara      | Azteca                 | 5 de noviembre | 20:45 |

| Cruz Azul        | 2-0 | Atlas     | Azteca              | 7 de noviembre | 17:00 |
| Tigres UANL      | 1-2 | Monterrey | Universitario       | 7 de noviembre | 17:00 |
| Correcaminos UAT | 0-0 | Toluca    | Marte R. Gómez      | 7 de noviembre | 20:30 |
| U. de G.         | 1-1 | UNAM      | Jalisco             | 7 de noviembre | 20:45 |
| América          | 1-0 | Querétaro | Azteca              | 8 de noviembre | 12:00 |
| León             | 7-1 | Santos    | Nou Camp            | 8 de noviembre | 12:00 |
| Guadalajara      | 3-0 | Veracruz  | Jalisco             | 8 de noviembre | 12:00 |
| Pachuca          | 0-0 | Tecos UAG | Revolución Mexicana | 8 de noviembre | 12:00 |
| Puebla           | 2-3 | Necaxa    | Cuauhtémoc          | 9 de noviembre | 14:00 |
| Atlante          | 2-0 | Morelia   | Azulgrana           | 9 de noviembre | 20:00 |

| Toluca    | 0-0 | U. de G.         | La Bombonera           | 13 de noviembre | 15:00 |
| Tecos UAG | 1-1 | Cruz Azul        | Tres de Marzo          | 13 de noviembre | 20:30 |
| Veracruz  | 4-0 | Puebla           | Luis Pirata Fuente     | 14 de noviembre | 16:00 |
| Morelia   | 1-0 | Pachuca          | Morelos                | 14 de noviembre | 16:00 |
| Monterrey | 1-0 | Correcaminos UAT | Tecnológico            | 14 de noviembre | 17:00 |
| Querétaro | 1-0 | Necaxa           | Corregidora            | 14 de noviembre | 20:30 |
| Atlas     | 1-3 | León             | Jalisco                | 14 de noviembre | 20:45 |
| Santos    | 2-1 | Tigres UANL      | Corona                 | 15 de noviembre | 16:00 |
| América   | 0-2 | Atlante          | Azteca                 | 17 de noviembre | 20:45 |
| UNAM      | 1-2 | Guadalajara      | Olímpico Universitario | 27 de diciembre | 12:00 |

| Necaxa           | 1-1 | Veracruz  | Azteca              | 20 de noviembre | 20:45 |
| Pachuca          | 5-0 | América   | Revolución Mexicana | 21 de noviembre | 15:00 |
| Puebla           | 3-0 | UNAM      | Cuauhtémoc          | 21 de noviembre | 15:00 |
| Cruz Azul        | 2-2 | Morelia   | Azteca              | 21 de noviembre | 17:00 |
| Tigres UANL      | 1-0 | Atlas     | Universitario       | 21 de noviembre | 17:00 |
| Correcaminos UAT | 2-1 | Santos    | Marte R. Gómez      | 21 de noviembre | 20:30 |
| U. de G.         | 0-1 | Monterrey | Jalisco             | 21 de noviembre | 20:45 |
| León             | 1-1 | Tecos UAG | Nou Camp            | 21 de noviembre | 20:45 |
| Guadalajara      | 0-0 | Toluca    | Jalisco             | 22 de noviembre | 12:00 |
| Atlante          | 0-0 | Querétaro | Azulgrana           | 23 de noviembre | 20:00 |

| UNAM      | 2-3 | Necaxa           | Olímpico Universitario | 27 de noviembre | 15:00 |
| Tecos UAG | 2-1 | Tigres UANL      | Tres de Marzo          | 27 de noviembre | 20:30 |
| Toluca    | 4-0 | Puebla           | Azulgrana              | 28 de noviembre | 16:00 |
| Monterrey | 2-2 | Guadalajara      | Tecnológico            | 28 de noviembre | 17:00 |
| Atlante   | 5-2 | Pachuca          | Azulgrana              | 28 de noviembre | 18:00 |
| Querétaro | 0-3 | Veracruz         | Corregidora            | 28 de noviembre | 20:30 |
| Atlas     | 2-0 | Correcaminos UAT | Jalisco                | 28 de noviembre | 20:45 |
| Morelia   | 1-1 | León             | Morelos                | 29 de noviembre | 12:00 |
| América   | 3-1 | Cruz Azul        | Azteca                 | 29 de noviembre | 13:00 |
| Santos    | 1-1 | U. de G.         | Corona                 | 29 de noviembre | 16:00 |

| Guadalajara      | 0-0 | Santos    | Jalisco            | 3 de diciembre | 20:45 |
| Necaxa           | 2-1 | Toluca    | Azteca             | 4 de diciembre | 20:45 |
| Puebla           | 1-0 | Monterrey | Cuauhtémoc         | 5 de diciembre | 15:00 |
| Cruz Azul        | 1-2 | Atlante   | Azteca             | 5 de diciembre | 16:00 |
| Veracruz         | 3-0 | UNAM      | Luis Pirata Fuente | 5 de diciembre | 16:00 |
| Tigres UANL      | 2-0 | Morelia   | Universitario      | 5 de diciembre | 17:00 |
| Querétaro        | 1-0 | Pachuca   | Corregidora        | 5 de diciembre | 20:30 |
| Correcaminos UAT | 0-0 | Tecos UAG | Marte R. Gómez     | 5 de diciembre | 20:30 |
| U. de G.         | 0-7 | Atlas     | Jalisco            | 5 de diciembre | 20:45 |
| León             | 1-1 | América   | Nou Camp           | 5 de diciembre | 20:45 |

| Atlante   | 0-1 | León             | Azulgrana              | 11 de diciembre | 20:00 |
| Tecos UAG | 3-0 | U. de G.         | Tres de Marzo          | 11 de diciembre | 20:30 |
| América   | 0-1 | Tigres UANL      | Azteca                 | 12 de diciembre | 13:00 |
| Monterrey | 1-0 | Necaxa           | Tecnológico            | 12 de diciembre | 17:00 |
| Atlas     | 2-1 | Guadalajara      | Jalisco                | 12 de diciembre | 20:45 |
| Toluca    | 1-1 | Veracruz         | La Bombonera           | 13 de diciembre | 11:00 |
| UNAM      | 1-0 | Querétaro        | Olímpico Universitario | 13 de diciembre | 12:00 |
| Pachuca   | 0-1 | Cruz Azul        | Revolución Mexicana    | 13 de diciembre | 12:00 |
| Morelia   | 4-1 | Correcaminos UAT | Morelos                | 13 de diciembre | 12:00 |
| Santos    | 2-2 | Puebla           | Corona                 | 13 de diciembre | 16:00 |

### Segunda Vuelta
| Cruz Azul | 6-0 | Querétaro        | Azteca              | 19 de diciembre | 16:00 |
| Monterrey | 1-1 | Veracruz         | Tecnológico         | 19 de diciembre | 17:00 |
| Atlas     | 2-1 | Puebla           | Jalisco             | 19 de diciembre | 20:45 |
| Toluca    | 1-3 | UNAM             | La Bombonera        | 20 de diciembre | 11:00 |
| Atlante   | 1-1 | Tigres UANL      | Azulgrana           | 20 de diciembre | 12:00 |
| Tecos UAG | 1-0 | Guadalajara      | Tres de Marzo       | 20 de diciembre | 12:00 |
| Morelia   | 2-1 | U. de G.         | Morelos             | 20 de diciembre | 12:00 |
| Pachuca   | 1-1 | León             | Revolución Mexicana | 20 de diciembre | 12:00 |
| Santos    | 0-3 | Necaxa           | Corona              | 20 de diciembre | 16:00 |
| América   | 1-0 | Correcaminos UAT | Azteca              | 21 de diciembre | 20:45 |

| Veracruz         | 3-2 | Santos    | Luis Pirata Fuente     | 2 de enero | 16:00 |
| Tigres UANL      | 3-2 | Pachuca   | Universitario          | 2 de enero | 17:00 |
| U. de G.         | 1-1 | América   | Jalisco                | 2 de enero | 20:45 |
| Puebla           | 2-1 | Tecos UAG | Cuauhtémoc             | 3 de enero | 12:00 |
| UNAM             | 3-0 | Monterrey | Olímpico Universitario | 3 de enero | 12:00 |
| León             | 3-1 | Cruz Azul | Nou Camp               | 3 de enero | 12:00 |
| Querétaro        | 3-1 | Toluca    | Corregidora            | 3 de enero | 12:00 |
| Guadalajara      | 1-1 | Morelia   | Morelos                | 3 de enero | 12:00 |
| Correcaminos UAT | 0-2 | Atlante   | Marte R. Gómez         | 3 de enero | 12:00 |
| Necaxa           | 4-3 | Atlas     | Azteca                 | 4 de enero | 20:45 |

| Atlante   | 1-0 | U. de G.         | Azulgrana           | 8 de enero  | 20:00 |
| Cruz Azul | 4-2 | Tigres UANL      | Azteca              | 9 de enero  | 16:00 |
| Monterrey | 2-2 | Toluca           | Tecnológico         | 9 de enero  | 17:00 |
| Atlas     | 1-1 | Veracruz         | Jalisco             | 9 de enero  | 20:45 |
| León      | 5-0 | Querétaro        | Nou Camp            | 9 de enero  | 20:45 |
| Morelia   | 2-0 | Puebla           | Morelos             | 10 de enero | 12:00 |
| Tecos UAG | 0-0 | Necaxa           | Tres de Marzo       | 10 de enero | 12:00 |
| América   | 2-1 | Guadalajara      | Azteca              | 10 de enero | 12:00 |
| Pachuca   | 1-0 | Correcaminos UAT | Revolución Mexicana | 10 de enero | 12:00 |
| Santos    | 1-1 | UNAM             | Corona              | 10 de enero | 16:00 |

| Puebla           | 0-0 | América   | Cuauhtémoc             | 13 de enero | 14:30 |
| UNAM             | 2-2 | Atlas     | Olímpico Universitario | 13 de enero | 15:00 |
| Toluca           | 0-1 | Santos    | La Bombonera           | 13 de enero | 15:00 |
| Querétaro        | 0-1 | Monterrey | Corregidora            | 13 de enero | 20:30 |
| Tigres UANL      | 1-1 | León      | Universitario          | 13 de enero | 20:30 |
| Correcaminos UAT | 0-2 | Cruz Azul | Marte R. Gómez         | 13 de enero | 20:30 |
| U. de G.         | 2-0 | Pachuca   | Jalisco                | 13 de enero | 20:45 |
| Veracruz         | 0-2 | Tecos UAG | Luis Pirata Fuente     | 13 de enero | 21:00 |
| Guadalajara      | 3-3 | Atlante   | Jalisco                | 14 de enero | 20:45 |
| Necaxa           | 5-1 | Morelia   | Azteca                 | 14 de enero | 20:45 |

| Cruz Azul   | 1-2 | U. de G.         | Azteca              | 16 de enero | 16:00 |
| Tigres UANL | 1-0 | Querétaro        | Universitario       | 16 de enero | 17:00 |
| Atlas       | 1-0 | Toluca           | Jalisco             | 16 de enero | 20:45 |
| Morelia     | 2-1 | Veracruz         | Morelos             | 17 de enero | 12:00 |
| León        | 4-0 | Correcaminos UAT | Nou Camp            | 17 de enero | 12:00 |
| Tecos UAG   | 0-1 | UNAM             | Tres de Marzo       | 17 de enero | 12:00 |
| Atlante     | 2-1 | Puebla           | Azulgrana           | 17 de enero | 12:00 |
| Pachuca     | 0-1 | Guadalajara      | Revolución Mexicana | 17 de enero | 12:00 |
| Santos      | 0-3 | Monterrey        | Corona              | 17 de enero | 16:00 |
| América     | 1-0 | Necaxa           | Azteca              | 18 de enero | 20:45 |

| U. de G.         | 1-0 | León        | Jalisco                | 23 de enero | 12:00 |
| UNAM             | 1-0 | Morelia     | Olímpico Universitario | 23 de enero | 15:00 |
| Veracruz         | 3-0 | América     | Cuauhtémoc             | 23 de enero | 16:00 |
| Monterrey        | 1-1 | Atlas       | Tecnológico            | 23 de enero | 17:00 |
| Toluca           | 1-2 | Tecos UAG   | La Bombonera           | 24 de enero | 11:00 |
| Guadalajara      | 2-2 | Cruz Azul   | Jalisco                | 24 de enero | 12:00 |
| Correcaminos UAT | 0-0 | Tigres UANL | Marte R. Gómez         | 24 de enero | 12:00 |
| Necaxa           | 3-2 | Atlante     | Azteca                 | 24 de enero | 12:00 |
| Puebla           | 3-1 | Pachuca     | Cuauhtémoc             | 24 de enero | 12:00 |
| Querétaro        | 0-0 | Santos      | Corregidora            | 24 de enero | 12:00 |

| Atlante          | 1-3 | Veracruz    | Azulgrana                          | 29 de enero | 20:30 |
| Tecos UAG        | 1-1 | Monterrey   | Tres de Marzo                      | 29 de enero | 20:45 |
| Cruz Azul        | 0-1 | Puebla      | Azteca                             | 30 de enero | 16:00 |
| Tigres UANL      | 4-3 | U. de G.    | Universitario                      | 30 de enero | 17:00 |
| León             | 0-2 | Guadalajara | Nou Camp                           | 30 de enero | 20:45 |
| Atlas            | 1-0 | Santos      | Jalisco                            | 30 de enero | 20:45 |
| Pachuca          | 3-4 | Necaxa      | Revolución Mexicana Último Partido | 31 de enero | 12:00 |
| Correcaminos UAT | 2-0 | Querétaro   | Marte R. Gómez                     | 31 de enero | 12:00 |
| Morelia          | 2-2 | Toluca      | Morelos                            | 31 de enero | 12:00 |
| América          | 2-2 | UNAM        | Azteca                             | 31 de enero | 12:00 |

| UNAM        | 3-3 | Atlante          | Olímpico Universitario | 6 de febrero | 15:00 |
| Veracruz    | 2-1 | Pachuca          | Luis Pirata Fuente     | 6 de febrero | 16:00 |
| Monterrey   | 2-1 | Morelia          | Tecnológico            | 6 de febrero | 17:00 |
| U. de G.    | 0-0 | Correcaminos UAT | Jalisco                | 6 de febrero | 20:45 |
| Toluca      | 1-2 | América          | La Bombonera           | 7 de febrero | 11:00 |
| Necaxa      | 0-0 | Cruz Azul        | Azteca                 | 7 de febrero | 12:00 |
| Guadalajara | 1-2 | Tigres UANL      | Jalisco                | 7 de febrero | 12:00 |
| Querétaro   | 2-1 | Atlas            | Corregidora            | 7 de febrero | 12:00 |
| Puebla      | 1-1 | León             | Cuauhtémoc             | 7 de febrero | 12:00 |
| Santos      | 1-1 | Tecos UAG        | Corona                 | 7 de febrero | 16:00 |

| Cruz Azul        | 3-1 | Veracruz    | Azteca                 | 13 de febrero | 16:00 |
| Tigres UANL      | 1-1 | Puebla      | Universitario          | 13 de febrero | 17:00 |
| León             | 1-0 | Necaxa      | Nou Camp               | 13 de febrero | 20:45 |
| U. de G.         | 1-0 | Querétaro   | Jalisco                | 13 de febrero | 20:45 |
| Atlante          | 3-2 | Toluca      | Azulgrana              | 14 de febrero | 12:00 |
| Tecos UAG        | 0-2 | Atlas       | Tres de Marzo          | 14 de febrero | 12:00 |
| Morelia          | 3-0 | Santos      | Morelos                | 14 de febrero | 12:00 |
| Pachuca          | 0-2 | UNAM        | Hidalgo (Inauguración) | 14 de febrero | 12:00 |
| Correcaminos UAT | 1-1 | Guadalajara | Marte R. Gómez         | 14 de febrero | 12:00 |
| América          | 0-0 | Monterrey   | Azteca                 | 15 de febrero | 20:45 |

| Veracruz    | 0-1 | León             | Luis Pirata Fuente     | 20 de febrero | 16:00 |
| Monterrey   | 1-2 | Atlante          | Tecnológico            | 20 de febrero | 17:00 |
| Atlas       | 1-1 | Morelia          | Jalisco                | 20 de febrero | 20:45 |
| Toluca      | 2-3 | Pachuca          | La Bombonera           | 21 de febrero | 11:00 |
| Querétaro   | 0-0 | Tecos UAG        | Corregidora            | 21 de febrero | 12:00 |
| UNAM        | 1-0 | Cruz Azul        | Olímpico Universitario | 21 de febrero | 12:00 |
| Guadalajara | 1-1 | U. de G.         | Jalisco                | 21 de febrero | 12:00 |
| Puebla      | 1-1 | Correcaminos UAT | Cuauhtémoc             | 21 de febrero | 12:00 |
| Santos      | 1-3 | América          | Corona                 | 21 de febrero | 16:00 |
| Necaxa      | 2-2 | Tigres UANL      | Azteca                 | 22 de febrero | 20:45 |

| Atlante          | 3-1 | Santos    | Azulgrana      | 26 de febrero | 20:30 |
| Cruz Azul        | 0-0 | Toluca    | Azteca         | 27 de febrero | 16:00 |
| Tigres UANL      | 2-1 | Veracruz  | Universitario  | 27 de febrero | 17:00 |
| U. de G.         | 1-1 | Puebla    | Jalisco        | 27 de febrero | 20:45 |
| León             | 3-2 | UNAM      | Nou Camp       | 27 de febrero | 20:45 |
| Pachuca          | 1-1 | Monterrey | Hidalgo        | 28 de febrero | 12:00 |
| América          | 2-0 | Atlas     | Azteca         | 28 de febrero | 12:00 |
| Guadalajara      | 0-2 | Querétaro | Jalisco        | 28 de febrero | 12:00 |
| Morelia          | 1-1 | Tecos UAG | Morelos        | 28 de febrero | 12:00 |
| Correcaminos UAT | 2-0 | Necaxa    | Marte R. Gómez | 28 de febrero | 12:00 |

| Tecos UAG | 1-0 | América          | Tres de Marzo          | 5 de marzo | 20:30 |
| UNAM      | 6-0 | Tigres UANL      | Olímpico Universitario | 6 de marzo | 15:00 |
| Veracruz  | 3-2 | Correcaminos UAT | Luis Pirata Fuente     | 6 de marzo | 16:00 |
| Monterrey | 0-2 | Cruz Azul        | Tecnológico            | 6 de marzo | 17:00 |
| Atlas     | 2-2 | Atlante          | Jalisco                | 6 de marzo | 20:45 |
| Toluca    | 0-0 | León             | La Bombonera           | 7 de marzo | 11:00 |
| Necaxa    | 2-1 | U. de G.         | Azteca                 | 7 de marzo | 12:00 |
| Querétaro | 4-0 | Morelia          | Corregidora            | 7 de marzo | 12:00 |
| Puebla    | 4-1 | Guadalajara      | Cuauhtémoc             | 7 de marzo | 12:00 |
| Santos    | 2-1 | Pachuca          | Corona                 | 7 de marzo | 16:00 |

| América          | 2-1 | Morelia   | Azteca         | 12 de marzo | 20:45 |
| Cruz Azul        | 3-1 | Santos    | Azteca         | 13 de marzo | 16:00 |
| Tigres UANL      | 2-0 | Toluca    | Universitario  | 13 de marzo | 17:00 |
| U. de G.         | 1-1 | Veracruz  | Jalisco        | 13 de marzo | 20:45 |
| Atlante          | 2-0 | Tecos UAG | Azulgrana      | 14 de marzo | 12:00 |
| Guadalajara      | 0-2 | Necaxa    | Jalisco        | 14 de marzo | 12:00 |
| León             | 3-2 | Monterrey | Nou Camp       | 14 de marzo | 12:00 |
| Pachuca          | 2-1 | Atlas     | Hidalgo        | 14 de marzo | 12:00 |
| Puebla           | 2-1 | Querétaro | Cuauhtémoc     | 14 de marzo | 12:00 |
| Correcaminos UAT | 2-0 | UNAM      | Marte R. Gómez | 14 de marzo | 12:00 |

| Tecos UAG | 3-0 | Pachuca          | Tres de Marzo          | 19 de marzo | 20:30 |
| UNAM      | 1-0 | U. de G.         | Olímpico Universitario | 20 de marzo | 15:00 |
| Santos    | 0-0 | León             | Corona                 | 20 de marzo | 16:00 |
| Veracruz  | 1-3 | Guadalajara      | Luis Pirata Fuente     | 20 de marzo | 16:00 |
| Monterrey | 1-0 | Tigres UANL      | Tecnológico            | 20 de marzo | 17:00 |
| Atlas     | 0-3 | Cruz Azul        | Jalisco                | 20 de marzo | 20:45 |
| Toluca    | 2-0 | Correcaminos UAT | La Bombonera           | 21 de marzo | 11:00 |
| Necaxa    | 4-1 | Puebla           | Azteca                 | 21 de marzo | 12:00 |
| Morelia   | 1-1 | Atlante          | Morelos                | 21 de marzo | 12:00 |
| Querétaro | 1-2 | América          | Corregidora            | 21 de marzo | 12:00 |

| Cruz Azul        | 5-1 | Tecos UAG | Azteca         | 27 de marzo | 17:00 |
| Tigres UANL      | 0-0 | Santos    | Universitario  | 27 de marzo | 17:00 |
| U. de G.         | 0-1 | Toluca    | Jalisco        | 27 de marzo | 20:45 |
| León             | 0-1 | Atlas     | Nou Camp       | 27 de marzo | 20:45 |
| Puebla           | 2-0 | Veracruz  | Cuauhtémoc     | 28 de marzo | 12:00 |
| Correcaminos UAT | 2-2 | Monterrey | Marte R. Gómez | 28 de marzo | 12:00 |
| Pachuca          | 3-1 | Morelia   | Hidalgo        | 28 de marzo | 12:00 |
| Guadalajara      | 3-2 | UNAM      | Jalisco        | 28 de marzo | 12:00 |
| Atlante          | 1-1 | América   | Azulgrana      | 28 de marzo | 12:00 |
| Necaxa           | 2-1 | Querétaro | Azteca         | 29 de marzo | 20:45 |

| Tecos UAG | 1-1 | León             | Tres de Marzo          | 2 de abril | 20:30 |
| UNAM      | 3-1 | Puebla           | Olímpico Universitario | 3 de abril | 15:00 |
| Veracruz  | 2-2 | Necaxa           | Luis Pirata Fuente     | 3 de abril | 16:00 |
| Monterrey | 5-1 | U. de G.         | Tecnológico            | 3 de abril | 17:00 |
| Querétaro | 1-1 | Atlante          | Corregidora            | 3 de abril | 20:30 |
| Atlas     | 1-1 | Tigres UANL      | Jalisco                | 3 de abril | 20:45 |
| Toluca    | 2-0 | Guadalajara      | La Bombonera           | 4 de abril | 11:00 |
| Morelia   | 0-0 | Cruz Azul        | Morelos                | 4 de abril | 16:00 |
| Santos    | 0-0 | Correcaminos UAT | Corona                 | 4 de abril | 16:00 |
| América   | 2-0 | Pachuca          | Azteca                 | 4 de abril | 16:00 |

| Guadalajara      | 0-0 | Monterrey | Jalisco            | 16 de abril | 20:45 |
| Necaxa           | 0-0 | UNAM      | Azulgrana          | 16 de abril | 20:45 |
| Pachuca          | 0-2 | Atlante   | Hidalgo            | 17 de abril | 12:00 |
| Puebla           | 3-3 | Toluca    | Cuauhtémoc         | 17 de abril | 14:00 |
| Veracruz         | 1-0 | Querétaro | Luis Pirata Fuente | 17 de abril | 16:00 |
| Tigres UANL      | 1-1 | Tecos UAG | Universitario      | 17 de abril | 17:00 |
| Correcaminos UAT | 1-1 | Atlas     | Marte R. Gómez     | 17 de abril | 20:30 |
| León             | 2-2 | Morelia   | Nou Camp           | 17 de abril | 20:45 |
| U. de G.         | 1-1 | Santos    | Jalisco            | 17 de abril | 20:45 |
| Cruz Azul        | 1-1 | América   | Azteca             | 19 de abril | 20:45 |

| UNAM      | 1-1 | Veracruz         | Olímpico Universitario | 23 de abril | 15:00 |
| Tecos UAG | 1-0 | Correcaminos UAT | Tres de Marzo          | 23 de abril | 20:30 |
| Toluca    | 1-0 | Necaxa           | La Bombonera           | 24 de abril | 15:30 |
| Morelia   | 1-2 | Tigres UANL      | Morelos                | 24 de abril | 16:00 |
| Pachuca   | 1-0 | Querétaro        | Hidalgo                | 24 de abril | 16:00 |
| Atlante   | 2-4 | Cruz Azul        | Azulgrana              | 24 de abril | 17:00 |
| Monterrey | 0-1 | Puebla           | Tecnológico            | 24 de abril | 17:00 |
| Atlas     | 0-1 | U. de G.         | Jalisco                | 24 de abril | 20:45 |
| Santos    | 2-0 | Guadalajara      | Corona                 | 25 de abril | 16:00 |
| América   | 2-1 | León             | Azteca                 | 26 de abril | 20:45 |

| Veracruz         | 2-1 | Toluca    | Luis Pirata Fuente | 1 de mayo | 16:00 |
| Tigres UANL      | 2-2 | América   | Universitario      | 1 de mayo | 16:00 |
| Puebla           | 3-1 | Santos    | Cuauhtémoc         | 1 de mayo | 16:00 |
| Querétaro        | 1-3 | UNAM      | Corregidora        | 1 de mayo | 16:00 |
| Cruz Azul        | 4-2 | Pachuca   | Azteca             | 1 de mayo | 16:00 |
| U. de G.         | 1-1 | Tecos UAG | Jalisco            | 1 de mayo | 16:00 |
| Guadalajara      | 1-1 | Atlas     | Jalisco            | 1 de mayo | 18:00 |
| León             | 3-1 | Atlante   | Nou Camp           | 1 de mayo | 20:45 |
| Necaxa           | 2-1 | Monterrey | Azteca             | 2 de mayo | 12:00 |
| Correcaminos UAT | 2-1 | Morelia   | Marte R. Gómez     | 2 de mayo | 12:00 |

## Tabla general
| Pos. | Equipo           | Pts. | PJ | G  | E  | P  | GF | GC | Dif. | Clasificación                   |
| ---- | ---------------- | ---- | -- | -- | -- | -- | -- | -- | ---- | ------------------------------- |
| 1    | Necaxa           | 54   | 38 | 23 | 8  | 7  | 76 | 43 | +33  | Cuartos de final de la liguilla |
| 2    | León             | 47   | 38 | 17 | 13 | 8  | 64 | 38 | +26  | Cuartos de final de la liguilla |
| 3    | América          | 47   | 38 | 18 | 11 | 9  | 51 | 46 | +5   | Cuartos de final de la liguilla |
| 4    | Tecos UAG        | 46   | 38 | 15 | 16 | 7  | 43 | 32 | +11  | Reclasificación a liguilla      |
| 5    | Monterrey        | 45   | 38 | 15 | 15 | 8  | 51 | 39 | +12  | Cuartos de final de la liguilla |
| 6    | Cruz Azul        | 44   | 38 | 17 | 10 | 11 | 70 | 45 | +25  | Cuartos de final de la liguilla |
| 7    | UNAM             | 44   | 38 | 17 | 10 | 11 | 70 | 53 | +17  | Reclasificación a liguilla      |
| 8    | Tigres           | 44   | 38 | 14 | 16 | 8  | 57 | 52 | +5   | Reclasificación a liguilla      |
| 9    | Puebla           | 43   | 38 | 16 | 11 | 11 | 58 | 56 | +2   |                                 |
| 10   | Atlante (C)      | 41   | 38 | 14 | 13 | 11 | 66 | 55 | +11  | Cuartos de final de la liguilla |
| 11   | Veracruz         | 37   | 38 | 14 | 9  | 15 | 56 | 56 | 0    | Reclasificación a liguilla      |
| 12   | Atlas            | 37   | 38 | 12 | 13 | 13 | 48 | 50 | −2   |                                 |
| 13   | Guadalajara      | 33   | 38 | 11 | 11 | 16 | 43 | 54 | −11  |                                 |
| 14   | Toluca           | 32   | 38 | 9  | 14 | 15 | 49 | 50 | −1   |                                 |
| 15   | Atlético Morelia | 30   | 38 | 8  | 14 | 16 | 43 | 61 | −18  |                                 |
| 16   | U de G           | 30   | 38 | 8  | 14 | 16 | 35 | 54 | −19  |                                 |
| 17   | Santos           | 28   | 38 | 7  | 14 | 17 | 34 | 61 | −27  |                                 |
| 18   | Pachuca (D)      | 27   | 38 | 10 | 7  | 21 | 39 | 56 | −17  | Descenso de categoría           |
| 19   | Querétaro        | 27   | 38 | 10 | 7  | 21 | 30 | 54 | −24  |                                 |
| 20   | Correcaminos UAT | 24   | 38 | 6  | 12 | 20 | 27 | 55 | −28  |                                 |

 Fuente: [cita requerida]

### Grupos

#### Grupo 1
| Pos. | Equipo           | Pts. | PJ | G  | E  | P  | GF | GC | Dif. | Clasificación                   |
| ---- | ---------------- | ---- | -- | -- | -- | -- | -- | -- | ---- | ------------------------------- |
| 1    | Atlante (C)      | 41   | 38 | 14 | 13 | 11 | 66 | 55 | +11  | Cuartos de final de la liguilla |
| 2    | Veracruz         | 37   | 38 | 14 | 9  | 15 | 56 | 56 | 0    | Reclasificación a liguilla      |
| 3    | Santos           | 28   | 38 | 7  | 14 | 17 | 34 | 61 | −27  |                                 |
| 4    | Querétaro        | 27   | 38 | 10 | 7  | 21 | 30 | 54 | −24  |                                 |
| 5    | Correcaminos UAT | 24   | 38 | 6  | 12 | 20 | 27 | 55 | −28  |                                 |

 Fuente: [cita requerida]

#### Grupo 2
| Pos. | Equipo           | Pts. | PJ | G  | E  | P  | GF | GC | Dif. | Clasificación                   |
| ---- | ---------------- | ---- | -- | -- | -- | -- | -- | -- | ---- | ------------------------------- |
| 1    | Necaxa           | 54   | 38 | 23 | 8  | 7  | 76 | 43 | +33  | Cuartos de final de la liguilla |
| 2    | América          | 47   | 38 | 18 | 11 | 9  | 51 | 46 | +5   | Cuartos de final de la liguilla |
| 3    | Tecos UAG        | 46   | 38 | 15 | 16 | 7  | 43 | 32 | +11  | Reclasificación a liguilla      |
| 4    | Puebla           | 43   | 38 | 16 | 11 | 11 | 58 | 56 | +2   |                                 |
| 5    | Atlético Morelia | 30   | 38 | 8  | 14 | 16 | 43 | 61 | −18  |                                 |

 Fuente: [cita requerida]

#### Grupo 3
| Pos. | Equipo      | Pts. | PJ | G  | E  | P  | GF | GC | Dif. | Clasificación                   |
| ---- | ----------- | ---- | -- | -- | -- | -- | -- | -- | ---- | ------------------------------- |
| 1    | Cruz Azul   | 44   | 38 | 17 | 10 | 11 | 70 | 45 | +25  | Cuartos de final de la liguilla |
| 2    | Tigres      | 44   | 38 | 14 | 16 | 8  | 57 | 52 | +5   | Reclasificación a liguilla      |
| 3    | Atlas       | 37   | 38 | 12 | 13 | 13 | 48 | 50 | −2   |                                 |
| 4    | Guadalajara | 33   | 38 | 11 | 11 | 16 | 43 | 54 | −11  |                                 |
| 5    | U de G      | 30   | 38 | 8  | 14 | 16 | 35 | 54 | −19  |                                 |

 Fuente: [cita requerida]

#### Grupo 4
| Pos. | Equipo      | Pts. | PJ | G  | E  | P  | GF | GC | Dif. | Clasificación                   |
| ---- | ----------- | ---- | -- | -- | -- | -- | -- | -- | ---- | ------------------------------- |
| 1    | León        | 47   | 38 | 17 | 13 | 8  | 64 | 38 | +26  | Cuartos de final de la liguilla |
| 2    | Monterrey   | 45   | 38 | 15 | 15 | 8  | 51 | 39 | +12  | Cuartos de final de la liguilla |
| 3    | UNAM        | 44   | 38 | 17 | 10 | 11 | 70 | 53 | +17  | Reclasificación a liguilla      |
| 4    | Toluca      | 32   | 38 | 9  | 14 | 15 | 49 | 50 | −1   |                                 |
| 5    | Pachuca (D) | 27   | 38 | 10 | 7  | 21 | 39 | 56 | −17  | Descenso de categoría           |

 Fuente: [cita requerida]

## Fase final

### Repechaje
| 5 de mayo de 1993, 20:30 | Tigres UANL                               | 3:0 | U.N.A.M. | Estadio Universitario, San Nicolás de los Garza, Nuevo León |  |
|                          | Almaguer 50' · Castañeda 57' · Juárez 61' |     |          |                                                             |  |

| 8 de mayo de 1993, 15:00                                             | U.N.A.M.                                                               | 4:1 | Tigres UANL | Estadio Olímpico Universitario, Ciudad de México |  |
|                                                                      | Bolsonello 39' · Juan Carlos Vera 65' · Torres Servín 82' · Olalde 85' |     | Conti 86'   |                                                  |  |
| Tigres UANL clasifica a la liguilla por gol de visitante. Global 4-4 |                                                                        |     |             |                                                  |  |

| 5 de mayo de 1993, 21:00 | Veracruz         | 1:1 | Tecos UAG          | Estadio Luis Pirata Fuente, Veracruz, Veracruz |  |
|                          | Juan Morales 25' |     | Claudio Morena 35' |                                                |  |

| 8 de mayo de 1993, 20:30                      | Tecos UAG    | 1:0 | Veracruz | Estadio Tres de Marzo, Zapopan, Jalisco |  |
|                                               | Donizete 75' |     |          |                                         |  |
| Tecos UAG clasifica a la liguilla. Global 2-1 |              |     |          |                                         |  |

## Liguilla
|  | Reclasificación                                    | Reclasificación                                    | Reclasificación                                    | Reclasificación                                    | Reclasificación                                    |   |   | Cuartos de final                                               | Cuartos de final                                               | Cuartos de final                                               | Cuartos de final                                               | Cuartos de final                                               |   |   | Semifinales                                                    | Semifinales                                                    | Semifinales                                                    | Semifinales                                                    | Semifinales                                                    |   |  | Final                                                | Final                                                | Final                                                | Final                                                | Final                                                |  |
|  | 5 de mayo de 1993 (ida) 8 de mayo de 1993 (vuelta) | 5 de mayo de 1993 (ida) 8 de mayo de 1993 (vuelta) | 5 de mayo de 1993 (ida) 8 de mayo de 1993 (vuelta) | 5 de mayo de 1993 (ida) 8 de mayo de 1993 (vuelta) | 5 de mayo de 1993 (ida) 8 de mayo de 1993 (vuelta) |   |   | 12 y 13 de mayo de 1993 (ida) 15 y 16 de mayo de 1993 (vuelta) | 12 y 13 de mayo de 1993 (ida) 15 y 16 de mayo de 1993 (vuelta) | 12 y 13 de mayo de 1993 (ida) 15 y 16 de mayo de 1993 (vuelta) | 12 y 13 de mayo de 1993 (ida) 15 y 16 de mayo de 1993 (vuelta) | 12 y 13 de mayo de 1993 (ida) 15 y 16 de mayo de 1993 (vuelta) |   |   | 19 y 20 de mayo de 1993 (ida) 22 y 23 de mayo de 1993 (vuelta) | 19 y 20 de mayo de 1993 (ida) 22 y 23 de mayo de 1993 (vuelta) | 19 y 20 de mayo de 1993 (ida) 22 y 23 de mayo de 1993 (vuelta) | 19 y 20 de mayo de 1993 (ida) 22 y 23 de mayo de 1993 (vuelta) | 19 y 20 de mayo de 1993 (ida) 22 y 23 de mayo de 1993 (vuelta) |   |  | 26 de mayo de 1993 (ida) 29 de mayo de 1993 (vuelta) | 26 de mayo de 1993 (ida) 29 de mayo de 1993 (vuelta) | 26 de mayo de 1993 (ida) 29 de mayo de 1993 (vuelta) | 26 de mayo de 1993 (ida) 29 de mayo de 1993 (vuelta) | 26 de mayo de 1993 (ida) 29 de mayo de 1993 (vuelta) |  |
|  |                                                    |                                                    |                                                    |                                                    |                                                    |   |   |                                                                |                                                                |                                                                |                                                                |                                                                |   |   |                                                                |                                                                |                                                                |                                                                |                                                                |   |  |                                                      |                                                      |                                                      |                                                      |                                                      |  |
|  |                                                    |                                                    |                                                    |                                                    |                                                    |   |   |                                                                |                                                                |                                                                |                                                                |                                                                |   |   |                                                                |                                                                |                                                                |                                                                |                                                                |   |  |                                                      |                                                      |                                                      |                                                      |                                                      |  |
|  |                                                    |                                                    |                                                    |                                                    |                                                    |   |   |                                                                |                                                                |                                                                |                                                                |                                                                |   |   |                                                                |                                                                |                                                                |                                                                |                                                                |   |  |                                                      |                                                      |                                                      |                                                      |                                                      |  |
|  |                                                    |                                                    |                                                    |                                                    |                                                    |   |   |                                                                |                                                                |                                                                |                                                                |                                                                |   |   |                                                                |                                                                |                                                                |                                                                |                                                                |   |  |                                                      |                                                      |                                                      |                                                      |                                                      |  |
|  |                                                    |                                                    |                                                    |                                                    |                                                    |   |   |                                                                |                                                                |                                                                |                                                                |                                                                |   |   |                                                                |                                                                |                                                                |                                                                |                                                                |   |  |                                                      |                                                      |                                                      |                                                      |                                                      |  |
|  |                                                    | 3                                                  | América                                            | 3                                                  | 3                                                  | 6 |   |                                                                |                                                                |                                                                |                                                                |                                                                |   |   |                                                                |                                                                |                                                                |                                                                |                                                                |   |  |                                                      |                                                      |                                                      |                                                      |                                                      |  |
|  |                                                    |                                                    |                                                    |                                                    |                                                    | 6 |   |                                                                |                                                                |                                                                |                                                                |                                                                |   |   |                                                                |                                                                |                                                                |                                                                |                                                                |   |  |                                                      |                                                      |                                                      |                                                      |                                                      |  |
|  |                                                    |                                                    | 6                                                  | Cruz Azul                                          | 0                                                  | 4 | 4 |                                                                |                                                                |                                                                |                                                                |                                                                |   |   |                                                                |                                                                |                                                                |                                                                |                                                                |   |  |                                                      |                                                      |                                                      |                                                      |                                                      |  |
|  |                                                    |                                                    | 6                                                  | Cruz Azul                                          | 0                                                  | 4 | 4 |                                                                |                                                                |                                                                |                                                                |                                                                |   |   |                                                                |                                                                |                                                                |                                                                |                                                                |   |  |                                                      |                                                      |                                                      |                                                      |                                                      |  |
|  |                                                    |                                                    |                                                    |                                                    |                                                    |   |   |                                                                |                                                                |                                                                |                                                                |                                                                |   |   |                                                                |                                                                |                                                                |                                                                |                                                                |   |  |                                                      |                                                      |                                                      |                                                      |                                                      |  |
|  |                                                    |                                                    |                                                    |                                                    |                                                    |   |   |                                                                |                                                                |                                                                |                                                                |                                                                |   |   |                                                                |                                                                |                                                                |                                                                |                                                                |   |  |                                                      |                                                      |                                                      |                                                      |                                                      |  |
|  |                                                    |                                                    |                                                    |                                                    |                                                    |   |   |                                                                | 3                                                              | América                                                        | 0                                                              | 0                                                              | 0 |   |                                                                |                                                                |                                                                |                                                                |                                                                |   |  |                                                      |                                                      |                                                      |                                                      |                                                      |  |
|  |                                                    |                                                    |                                                    |                                                    |                                                    |   |   |                                                                |                                                                |                                                                |                                                                |                                                                | 0 |   |                                                                |                                                                |                                                                |                                                                |                                                                |   |  |                                                      |                                                      |                                                      |                                                      |                                                      |  |
|  |                                                    |                                                    | 5                                                  | Monterrey                                          | 1                                                  | 0 | 1 |                                                                |                                                                |                                                                |                                                                |                                                                |   |   |                                                                |                                                                |                                                                |                                                                |                                                                |   |  |                                                      |                                                      |                                                      |                                                      |                                                      |  |
|  | 4                                                  | Tecos UAG                                          | 5                                                  | Monterrey                                          | 1                                                  | 0 | 1 | 1                                                              | 1                                                              | 2                                                              |                                                                |                                                                |   |   |                                                                |                                                                |                                                                |                                                                |                                                                |   |  |                                                      |                                                      |                                                      |                                                      |                                                      |  |
|  | 4                                                  | Tecos UAG                                          |                                                    |                                                    |                                                    |   |   |                                                                |                                                                | 2                                                              |                                                                |                                                                |   |   |                                                                |                                                                |                                                                |                                                                |                                                                |   |  |                                                      |                                                      |                                                      |                                                      |                                                      |  |
|  | 11                                                 | Veracruz                                           | 1                                                  | 0                                                  | 1                                                  |   |   |                                                                |                                                                |                                                                |                                                                |                                                                |   |   |                                                                |                                                                |                                                                |                                                                |                                                                |   |  |                                                      |                                                      |                                                      |                                                      |                                                      |  |
|  | 11                                                 | Veracruz                                           | 1                                                  | 0                                                  | 1                                                  |   | 4 | Tecos UAG                                                      | 1                                                              | 1                                                              | 2                                                              |                                                                |   |   |                                                                |                                                                |                                                                |                                                                |                                                                |   |  |                                                      |                                                      |                                                      |                                                      |                                                      |  |
|  |                                                    |                                                    |                                                    |                                                    |                                                    |   | 4 | Tecos UAG                                                      | 1                                                              | 1                                                              | 2                                                              |                                                                |   |   |                                                                |                                                                |                                                                |                                                                |                                                                |   |  |                                                      |                                                      |                                                      |                                                      |                                                      |  |
|  |                                                    |                                                    | 5                                                  | Monterrey                                          | 1                                                  | 3 | 4 |                                                                |                                                                |                                                                |                                                                |                                                                |   |   |                                                                |                                                                |                                                                |                                                                |                                                                |   |  |                                                      |                                                      |                                                      |                                                      |                                                      |  |
|  |                                                    |                                                    | 5                                                  | Monterrey                                          | 1                                                  | 3 | 4 |                                                                |                                                                |                                                                |                                                                |                                                                |   |   |                                                                |                                                                |                                                                |                                                                |                                                                |   |  |                                                      |                                                      |                                                      |                                                      |                                                      |  |
|  |                                                    |                                                    |                                                    |                                                    |                                                    |   |   |                                                                |                                                                |                                                                |                                                                |                                                                |   |   |                                                                |                                                                |                                                                |                                                                |                                                                |   |  |                                                      |                                                      |                                                      |                                                      |                                                      |  |
|  |                                                    |                                                    |                                                    |                                                    |                                                    |   |   |                                                                |                                                                |                                                                |                                                                |                                                                |   |   |                                                                |                                                                |                                                                |                                                                |                                                                |   |  |                                                      |                                                      |                                                      |                                                      |                                                      |  |
|  |                                                    |                                                    |                                                    |                                                    |                                                    |   |   |                                                                |                                                                |                                                                |                                                                |                                                                |   |   |                                                                | 5                                                              | Monterrey                                                      | 0                                                              | 0                                                              | 0 |  |                                                      |                                                      |                                                      |                                                      |                                                      |  |
|  |                                                    |                                                    |                                                    |                                                    |                                                    |   |   |                                                                |                                                                |                                                                |                                                                |                                                                |   |   |                                                                |                                                                |                                                                |                                                                |                                                                | 0 |  |                                                      |                                                      |                                                      |                                                      |                                                      |  |
|  |                                                    |                                                    | 10                                                 | Atlante                                            | 1                                                  | 3 | 4 |                                                                |                                                                |                                                                |                                                                |                                                                |   |   |                                                                |                                                                |                                                                |                                                                |                                                                |   |  |                                                      |                                                      |                                                      |                                                      |                                                      |  |
|  |                                                    |                                                    | 10                                                 | Atlante                                            | 1                                                  | 3 | 4 |                                                                |                                                                |                                                                |                                                                |                                                                |   |   |                                                                |                                                                |                                                                |                                                                |                                                                |   |  |                                                      |                                                      |                                                      |                                                      |                                                      |  |
|  |                                                    |                                                    |                                                    |                                                    |                                                    |   |   |                                                                |                                                                |                                                                |                                                                |                                                                |   |   |                                                                |                                                                |                                                                |                                                                |                                                                |   |  |                                                      |                                                      |                                                      |                                                      |                                                      |  |
|  |                                                    |                                                    |                                                    |                                                    |                                                    |   |   |                                                                |                                                                |                                                                |                                                                |                                                                |   |   |                                                                |                                                                |                                                                |                                                                |                                                                |   |  |                                                      |                                                      |                                                      |                                                      |                                                      |  |
|  |                                                    | 2                                                  | León                                               | 2                                                  | 4                                                  | 6 |   |                                                                |                                                                |                                                                |                                                                |                                                                |   |   |                                                                |                                                                |                                                                |                                                                |                                                                |   |  |                                                      |                                                      |                                                      |                                                      |                                                      |  |
|  |                                                    |                                                    |                                                    |                                                    |                                                    | 6 |   |                                                                |                                                                |                                                                |                                                                |                                                                |   |   |                                                                |                                                                |                                                                |                                                                |                                                                |   |  |                                                      |                                                      |                                                      |                                                      |                                                      |  |
|  |                                                    |                                                    | 8                                                  | Tigres                                             | 0                                                  | 2 | 2 |                                                                |                                                                |                                                                |                                                                |                                                                |   |   |                                                                |                                                                |                                                                |                                                                |                                                                |   |  |                                                      |                                                      |                                                      |                                                      |                                                      |  |
|  | 7                                                  | UNAM                                               | 8                                                  | Tigres                                             | 0                                                  | 2 | 2 | 0                                                              | 4                                                              | 4                                                              |                                                                |                                                                |   |   |                                                                |                                                                |                                                                |                                                                |                                                                |   |  |                                                      |                                                      |                                                      |                                                      |                                                      |  |
|  | 7                                                  | UNAM                                               |                                                    |                                                    |                                                    |   |   |                                                                |                                                                | 4                                                              |                                                                |                                                                |   |   |                                                                |                                                                |                                                                |                                                                |                                                                |   |  |                                                      |                                                      |                                                      |                                                      |                                                      |  |
|  | 8                                                  | Tigres (v.)                                        | 3                                                  | 1                                                  | 4                                                  |   |   |                                                                |                                                                |                                                                |                                                                |                                                                |   |   |                                                                |                                                                |                                                                |                                                                |                                                                |   |  |                                                      |                                                      |                                                      |                                                      |                                                      |  |
|  | 8                                                  | Tigres (v.)                                        | 3                                                  | 1                                                  | 4                                                  |   |   |                                                                |                                                                |                                                                |                                                                |                                                                |   | 2 | León                                                           | 1                                                              | 1                                                              | 2                                                              |                                                                |   |  |                                                      |                                                      |                                                      |                                                      |                                                      |  |
|  |                                                    |                                                    |                                                    |                                                    |                                                    |   |   |                                                                |                                                                |                                                                |                                                                |                                                                |   | 2 | León                                                           | 1                                                              | 1                                                              | 2                                                              |                                                                |   |  |                                                      |                                                      |                                                      |                                                      |                                                      |  |
|  |                                                    |                                                    | 10                                                 | Atlante                                            | 1                                                  | 3 | 4 |                                                                |                                                                |                                                                |                                                                |                                                                |   |   |                                                                |                                                                |                                                                |                                                                |                                                                |   |  |                                                      |                                                      |                                                      |                                                      |                                                      |  |
|  |                                                    |                                                    | 10                                                 | Atlante                                            | 1                                                  | 3 | 4 |                                                                |                                                                |                                                                |                                                                |                                                                |   |   |                                                                |                                                                |                                                                |                                                                |                                                                |   |  |                                                      |                                                      |                                                      |                                                      |                                                      |  |
|  |                                                    |                                                    |                                                    |                                                    |                                                    |   |   |                                                                |                                                                |                                                                |                                                                |                                                                |   |   |                                                                |                                                                |                                                                |                                                                |                                                                |   |  |                                                      |                                                      |                                                      |                                                      |                                                      |  |
|  |                                                    |                                                    |                                                    |                                                    |                                                    |   |   |                                                                |                                                                |                                                                |                                                                |                                                                |   |   |                                                                |                                                                |                                                                |                                                                |                                                                |   |  |                                                      |                                                      |                                                      |                                                      |                                                      |  |
|  |                                                    | 1                                                  | Necaxa                                             | 2                                                  | 0                                                  | 2 |   |                                                                |                                                                |                                                                |                                                                |                                                                |   |   |                                                                |                                                                |                                                                |                                                                |                                                                |   |  |                                                      |                                                      |                                                      |                                                      |                                                      |  |
|  |                                                    |                                                    |                                                    |                                                    |                                                    | 2 |   |                                                                |                                                                |                                                                |                                                                |                                                                |   |   |                                                                |                                                                |                                                                |                                                                |                                                                |   |  |                                                      |                                                      |                                                      |                                                      |                                                      |  |
|  |                                                    |                                                    | 10                                                 | Atlante                                            | 4                                                  | 1 | 5 |                                                                |                                                                |                                                                |                                                                |                                                                |   |   |                                                                |                                                                |                                                                |                                                                |                                                                |   |  |                                                      |                                                      |                                                      |                                                      |                                                      |  |
|  |                                                    |                                                    | 10                                                 | Atlante                                            | 4                                                  | 1 | 5 |                                                                |                                                                |                                                                |                                                                |                                                                |   |   |                                                                |                                                                |                                                                |                                                                |                                                                |   |  |                                                      |                                                      |                                                      |                                                      |                                                      |  |
|  |                                                    |                                                    |                                                    |                                                    |                                                    |   |   |                                                                |                                                                |                                                                |                                                                |                                                                |   |   |                                                                |                                                                |                                                                |                                                                |                                                                |   |  |                                                      |                                                      |                                                      |                                                      |                                                      |  |
|  |                                                    |                                                    |                                                    |                                                    |                                                    |   |   |                                                                |                                                                |                                                                |                                                                |                                                                |   |   |                                                                |                                                                |                                                                |                                                                |                                                                |   |  |                                                      |                                                      |                                                      |                                                      |                                                      |  |
|  |                                                    |                                                    |                                                    |                                                    |                                                    |   |   |                                                                |                                                                |                                                                |                                                                |                                                                |   |   |                                                                |                                                                |                                                                |                                                                |                                                                |   |  |                                                      |                                                      |                                                      |                                                      |                                                      |  |
|  |                                                    |                                                    |                                                    |                                                    |                                                    |   |   |                                                                |                                                                |                                                                |                                                                |                                                                |   |   |                                                                |                                                                |                                                                |                                                                |                                                                |   |  |                                                      |                                                      |                                                      |                                                      |                                                      |  |

### Cuartos de final
| 12 de mayo de 1993, 20:45 | Cruz Azul | 0:3 | América                                           | Estadio Azteca, Ciudad de México |  |
|                           |           |     | Martellotto 9' · Fernández 17' · Hugo Sánchez 60' |                                  |  |

| 15 de mayo de 1993, 20:45                       | América                                          | 3:4 (6:4) | Cruz Azul                                                        | Estadio Azteca, Ciudad de México |  |
|                                                 | Hugo Sánchez 4' · Juan Hernández 39' · Zague 50' |           | Pedro Duana 31' · Carlos Hermosillo 65' 75' · Carlos Poblete 87' |                                  |  |
| América clasifica a las semifinales. Global 6-4 |                                                  |           |                                                                  |                                  |  |

| 12 de mayo de 1993, 20:45 | Monterrey     | 1:1 | Tecos UAG    | Estadio Tecnológico, Monterrey, Nuevo León |  |
|                           | Bianchezi 54' |     | Donizete 73' |                                            |  |

| 15 de mayo de 1993, 20:30                     | Tecos UAG   | 1:3 (2:4) | Monterrey                                   | Estadio Tres de Marzo, Zapopan, Jalisco |  |
|                                               | Gallaga 45' |           | Noriega 13' · Bianchezi 27' · Hernández 54' |                                         |  |
| Monterrey clasifica a semifinales. Global 2-4 |             |           |                                             |                                         |  |

| 13 de mayo de 1993, 20:45 | Atlante                                     | 4:2 | Necaxa              | Estadio Azulgrana, Ciudad de México |  |
|                           | Salvador 15' 52' · Andrade 68' · Guzmán 85' |     | García Aspe 33' 73' |                                     |  |

| 16 de mayo de 1993, 12:00                       | Necaxa | 0:1 (2:5) | Atlante   | Estadio Azteca, Ciudad de México |  |
|                                                 |        |           | Cantú 77' |                                  |  |
| Atlante clasifica a las semifinales. Global 5-2 |        |           |           |                                  |  |

| 13 de mayo de 1993, 20:45 | Tigres UANL | 0:2 | León                  | Estadio Universitario, San Nicolás de los Garza, Nuevo León |  |
|                           |             |     | Tita 75' · Ayipei 86' |                                                             |  |

| 16 de mayo de 1993, 12:00                | León                                                 | 4:2 (6:2) | Tigres UANL    | Nou Camp, León, Guanajuato |  |
|                                          | Enríquez 24' · Murguía 38' · Tita 71' · González 73' |           | Nápoles 4' 43' |                            |  |
| León clasifica a semifinales. Global 6-2 |                                                      |           |                |                            |  |

### Semifinal
| 19 de mayo de 1993, 20:45 | Monterrey     | 1:0 | América | Estadio Tecnológico, Monterrey, Nuevo León |  |
|                           | Bianchezi 84' |     |         |                                            |  |

| 22 de mayo de 1993, 20:45                  | América | 0:0 (0:1) | Monterrey | Estadio Azteca, Ciudad de México |  |
| Monterrey clasifica a la final. Global 0-1 |         |           |           |                                  |  |

| 20 de mayo de 1993, 20:45 | Atlante     | 1:1 | León                 | Estadio Azulgrana, Ciudad de México |  |
|                           | Herrera 57' |     | García (autogol) 63' |                                     |  |

| 23 de mayo de 1993, 12:00                | León    | 1:3 (2:4) | Atlante                     | Nou Camp, León, Guanajuato |  |
|                                          | Tita 8' |           | Guzmán 6' 76' · Negrete 84' |                            |  |
| Atlante clasifica a la final. Global 2-4 |         |           |                             |                            |  |

### Final - Ida
| 12    | POR   | Félix Fernández      |     |
| 21    | DEF   | Raúl Gutiérrez       |     |
| 2     | DEF   | José Guadalupe Cruz  |     |
| 5     | DEF   | Wilson Graniolatti   |     |
| 4     | DEF   | Miguel Herrera       |     |
| 6     | MED   | René Isidoro García  | 8'  |
| 10    | MED   | Roberto Andrade      |     |
| 23    | MED   | Guillermo Cantú      |     |
| 7     | MED   | Pedro Massacessi     | 65' |
| 9     | DEL   | Luis Miguel Salvador |     |
| 11    | DEL   | Daniel Guzmán        |     |
| D. T. | D. T. | Ricardo La Volpe     |     |

| 1     | POR   | Rubén Ruiz Díaz      |  |
| 4     | DEF   | Teodoro Orozco       |  |
| 20    | DEF   | Rafael Bautista      |  |
| 13    | DEF   | Rolando Esquer       |  |
| 5     | DEF   | Guillermo Muñoz      |  |
| 17    | MED   | José Antonio Noriega |  |
| 14    | MED   | Roberto Hernández    |  |
| 7     | MED   | Porfirio Jiménez     |  |
| 12    | DEL   | Luis Hernández       |  |
| 10    | DEL   | Careca II            |  |
| 11    | DEL   | Sergio Verdirame     |  |
| D. T. | D. T. | Hugo Hernández       |  |

| 1  | Guardameta     | Alan Cruz      | 8'  |
| 33 | Centrocampista | Manuel Negrete | 65' |

| 16 | Defensa   | José Martín Hernández       | 68'   |
| 27 | Delantero | Juan Antonio Flores Barrera | Entró |

| 55' | Daniel Guzmán | 1:0 |

| Amonestado · Amonestado | ? |

| Amonestado | ? |

| 7' | Félix Fernández |

| Expulsado | ? |

| Principal  | Bonifacio Nuñez Vega |
| Asistentes | Rogelio Robles       |
|            | Silverio Gómez       |
| Cuarto     | ?                    |

|                    |   |   |
| Tiros              | - | - |
| Tiros a puerta     | - | - |
| Faltas             | - | - |
| Saques de esquina  | - | - |
| Penaltis           | - | - |
| Fueras de juego    | - | - |
| Posesión del balón | % | % |

| Alineación inicial |

| 12    | POR   | Félix Fernández      |     |
| 21    | DEF   | Raúl Gutiérrez       |     |
| 2     | DEF   | José Guadalupe Cruz  |     |
| 5     | DEF   | Wilson Graniolatti   |     |
| 4     | DEF   | Miguel Herrera       |     |
| 6     | MED   | René Isidoro García  | 8'  |
| 10    | MED   | Roberto Andrade      |     |
| 23    | MED   | Guillermo Cantú      |     |
| 7     | MED   | Pedro Massacessi     | 65' |
| 9     | DEL   | Luis Miguel Salvador |     |
| 11    | DEL   | Daniel Guzmán        |     |
| D. T. | D. T. | Ricardo La Volpe     |     |

| 1     | POR   | Rubén Ruiz Díaz      |  |
| 4     | DEF   | Teodoro Orozco       |  |
| 20    | DEF   | Rafael Bautista      |  |
| 13    | DEF   | Rolando Esquer       |  |
| 5     | DEF   | Guillermo Muñoz      |  |
| 17    | MED   | José Antonio Noriega |  |
| 14    | MED   | Roberto Hernández    |  |
| 7     | MED   | Porfirio Jiménez     |  |
| 12    | DEL   | Luis Hernández       |  |
| 10    | DEL   | Careca II            |  |
| 11    | DEL   | Sergio Verdirame     |  |
| D. T. | D. T. | Hugo Hernández       |  |

| 1  | Guardameta     | Alan Cruz      | 8'  |
| 33 | Centrocampista | Manuel Negrete | 65' |

| 16 | Defensa   | José Martín Hernández       | 68'   |
| 27 | Delantero | Juan Antonio Flores Barrera | Entró |

| 55' | Daniel Guzmán | 1:0 |

| Amonestado · Amonestado | ? |

| Amonestado | ? |

| 7' | Félix Fernández |

| Expulsado | ? |

| Principal  | Bonifacio Nuñez Vega |
| Asistentes | Rogelio Robles       |
|            | Silverio Gómez       |
| Cuarto     | ?                    |

|                    |   |   |
| Tiros              | - | - |
| Tiros a puerta     | - | - |
| Faltas             | - | - |
| Saques de esquina  | - | - |
| Penaltis           | - | - |
| Fueras de juego    | - | - |
| Posesión del balón | % | % |

| Alineación inicial |

| 12    | POR   | Félix Fernández      |     |
| 21    | DEF   | Raúl Gutiérrez       |     |
| 2     | DEF   | José Guadalupe Cruz  |     |
| 5     | DEF   | Wilson Graniolatti   |     |
| 4     | DEF   | Miguel Herrera       |     |
| 6     | MED   | René Isidoro García  | 8'  |
| 10    | MED   | Roberto Andrade      |     |
| 23    | MED   | Guillermo Cantú      |     |
| 7     | MED   | Pedro Massacessi     | 65' |
| 9     | DEL   | Luis Miguel Salvador |     |
| 11    | DEL   | Daniel Guzmán        |     |
| D. T. | D. T. | Ricardo La Volpe     |     |

| 1     | POR   | Rubén Ruiz Díaz      |  |
| 4     | DEF   | Teodoro Orozco       |  |
| 20    | DEF   | Rafael Bautista      |  |
| 13    | DEF   | Rolando Esquer       |  |
| 5     | DEF   | Guillermo Muñoz      |  |
| 17    | MED   | José Antonio Noriega |  |
| 14    | MED   | Roberto Hernández    |  |
| 7     | MED   | Porfirio Jiménez     |  |
| 12    | DEL   | Luis Hernández       |  |
| 10    | DEL   | Careca II            |  |
| 11    | DEL   | Sergio Verdirame     |  |
| D. T. | D. T. | Hugo Hernández       |  |

| 1  | Guardameta     | Alan Cruz      | 8'  |
| 33 | Centrocampista | Manuel Negrete | 65' |

| 16 | Defensa   | José Martín Hernández       | 68'   |
| 27 | Delantero | Juan Antonio Flores Barrera | Entró |

| 55' | Daniel Guzmán | 1:0 |

| Amonestado · Amonestado | ? |

| Amonestado | ? |

| 7' | Félix Fernández |

| Expulsado | ? |

| Principal  | Bonifacio Nuñez Vega |
| Asistentes | Rogelio Robles       |
|            | Silverio Gómez       |
| Cuarto     | ?                    |

|                    |   |   |
| Tiros              | - | - |
| Tiros a puerta     | - | - |
| Faltas             | - | - |
| Saques de esquina  | - | - |
| Penaltis           | - | - |
| Fueras de juego    | - | - |
| Posesión del balón | % | % |

| Alineación inicial |

| 12    | POR   | Félix Fernández      |     |
| 21    | DEF   | Raúl Gutiérrez       |     |
| 2     | DEF   | José Guadalupe Cruz  |     |
| 5     | DEF   | Wilson Graniolatti   |     |
| 4     | DEF   | Miguel Herrera       |     |
| 6     | MED   | René Isidoro García  | 8'  |
| 10    | MED   | Roberto Andrade      |     |
| 23    | MED   | Guillermo Cantú      |     |
| 7     | MED   | Pedro Massacessi     | 65' |
| 9     | DEL   | Luis Miguel Salvador |     |
| 11    | DEL   | Daniel Guzmán        |     |
| D. T. | D. T. | Ricardo La Volpe     |     |

| 1     | POR   | Rubén Ruiz Díaz      |  |
| 4     | DEF   | Teodoro Orozco       |  |
| 20    | DEF   | Rafael Bautista      |  |
| 13    | DEF   | Rolando Esquer       |  |
| 5     | DEF   | Guillermo Muñoz      |  |
| 17    | MED   | José Antonio Noriega |  |
| 14    | MED   | Roberto Hernández    |  |
| 7     | MED   | Porfirio Jiménez     |  |
| 12    | DEL   | Luis Hernández       |  |
| 10    | DEL   | Careca II            |  |
| 11    | DEL   | Sergio Verdirame     |  |
| D. T. | D. T. | Hugo Hernández       |  |

| 1  | Guardameta     | Alan Cruz      | 8'  |
| 33 | Centrocampista | Manuel Negrete | 65' |

| 16 | Defensa   | José Martín Hernández       | 68'   |
| 27 | Delantero | Juan Antonio Flores Barrera | Entró |

| 55' | Daniel Guzmán | 1:0 |

| Amonestado · Amonestado | ? |

| Amonestado | ? |

| 7' | Félix Fernández |

| Expulsado | ? |

| Principal  | Bonifacio Nuñez Vega |
| Asistentes | Rogelio Robles       |
|            | Silverio Gómez       |
| Cuarto     | ?                    |

|                    |   |   |
| Tiros              | - | - |
| Tiros a puerta     | - | - |
| Faltas             | - | - |
| Saques de esquina  | - | - |
| Penaltis           | - | - |
| Fueras de juego    | - | - |
| Posesión del balón | % | % |

| Alineación inicial |

### Final - Vuelta
| 1     | POR   | Rubén Ruiz Díaz      |     |
| 4     | DEF   | Teodoro Orozco       | 60' |
| 13    | DEF   | Rolando Esquer       | 77' |
| 22    | DEF   | Richard Tavares      |     |
| 5     | DEF   | Guillermo Muñoz      |     |
| 14    | MED   | Roberto Hernandez    |     |
| 17    | MED   | José Antonio Noriega |     |
| 7     | MED   | Porfirio Jiménez     |     |
| 12    | DEL   | Luis Hernandez       |     |
| 10    | DEL   | Careca II            |     |
| 11    | DEL   | Sergio Verdirame     |     |
| D. T. | D. T. | Hugo Hernandez       |     |

| 12    | POR   | Félix Fernández      |     |
| 21    | DEF   | Raúl Gutiérrez       |     |
| 2     | DEF   | José Guadalupe Cruz  |     |
| 5     | DEF   | Wilson Graniolatti   |     |
| 4     | DEF   | Miguel Herrera       |     |
| 6     | MED   | René Isidoro García  |     |
| 10    | MED   | Roberto Andrade      |     |
| 23    | MED   | Guillermo Cantú      | 70' |
| 7     | MED   | Pedro Massacessi     | 38' |
| 9     | DEL   | Luis Miguel Salvador |     |
| 11    | DEL   | Daniel Guzmán        |     |
| D. T. | D. T. | Ricardo La Volpe     |     |

| 27 | Delantero      | Juan Antonio Flores Barrera | 60' |
| 8  | Centrocampista | Gerardo Jiménez             | 77' |

| 33 | Centrocampista | Manuel Negrete | 38' |
| 16 | Centrocampista | Mario García   | 70' |

| Anotado | ? | : |

| 40' · 76' · 86' | Wilson Graniolatti Daniel Guzmán |  |

| Amonestado · Amonestado | ? |

| Amonestado · Amonestado | ? |

| Expulsado · Otorgado · Expulsado | Roberto Hernandez ? |

| Expulsado · Otorgado · Expulsado | ? |

| Principal  | Arturo Brizio     |
| Asistentes | Armando Archundia |
|            | Antonio Marrufo   |
| Cuarto     | ?                 |

|                    |   |   |
| Tiros              | - | - |
| Tiros a puerta     | - | - |
| Faltas             | - | - |
| Saques de esquina  | - | - |
| Penaltis           | - | - |
| Fueras de juego    | - | - |
| Posesión del balón | % | % |

| Alineación inicial |

| 1     | POR   | Rubén Ruiz Díaz      |     |
| 4     | DEF   | Teodoro Orozco       | 60' |
| 13    | DEF   | Rolando Esquer       | 77' |
| 22    | DEF   | Richard Tavares      |     |
| 5     | DEF   | Guillermo Muñoz      |     |
| 14    | MED   | Roberto Hernandez    |     |
| 17    | MED   | José Antonio Noriega |     |
| 7     | MED   | Porfirio Jiménez     |     |
| 12    | DEL   | Luis Hernandez       |     |
| 10    | DEL   | Careca II            |     |
| 11    | DEL   | Sergio Verdirame     |     |
| D. T. | D. T. | Hugo Hernandez       |     |

| 12    | POR   | Félix Fernández      |     |
| 21    | DEF   | Raúl Gutiérrez       |     |
| 2     | DEF   | José Guadalupe Cruz  |     |
| 5     | DEF   | Wilson Graniolatti   |     |
| 4     | DEF   | Miguel Herrera       |     |
| 6     | MED   | René Isidoro García  |     |
| 10    | MED   | Roberto Andrade      |     |
| 23    | MED   | Guillermo Cantú      | 70' |
| 7     | MED   | Pedro Massacessi     | 38' |
| 9     | DEL   | Luis Miguel Salvador |     |
| 11    | DEL   | Daniel Guzmán        |     |
| D. T. | D. T. | Ricardo La Volpe     |     |

| 27 | Delantero      | Juan Antonio Flores Barrera | 60' |
| 8  | Centrocampista | Gerardo Jiménez             | 77' |

| 33 | Centrocampista | Manuel Negrete | 38' |
| 16 | Centrocampista | Mario García   | 70' |

| Anotado | ? | : |

| 40' · 76' · 86' | Wilson Graniolatti Daniel Guzmán |  |

| Amonestado · Amonestado | ? |

| Amonestado · Amonestado | ? |

| Expulsado · Otorgado · Expulsado | Roberto Hernandez ? |

| Expulsado · Otorgado · Expulsado | ? |

| Principal  | Arturo Brizio     |
| Asistentes | Armando Archundia |
|            | Antonio Marrufo   |
| Cuarto     | ?                 |

|                    |   |   |
| Tiros              | - | - |
| Tiros a puerta     | - | - |
| Faltas             | - | - |
| Saques de esquina  | - | - |
| Penaltis           | - | - |
| Fueras de juego    | - | - |
| Posesión del balón | % | % |

| Alineación inicial |

| 1     | POR   | Rubén Ruiz Díaz      |     |
| 4     | DEF   | Teodoro Orozco       | 60' |
| 13    | DEF   | Rolando Esquer       | 77' |
| 22    | DEF   | Richard Tavares      |     |
| 5     | DEF   | Guillermo Muñoz      |     |
| 14    | MED   | Roberto Hernandez    |     |
| 17    | MED   | José Antonio Noriega |     |
| 7     | MED   | Porfirio Jiménez     |     |
| 12    | DEL   | Luis Hernandez       |     |
| 10    | DEL   | Careca II            |     |
| 11    | DEL   | Sergio Verdirame     |     |
| D. T. | D. T. | Hugo Hernandez       |     |

| 12    | POR   | Félix Fernández      |     |
| 21    | DEF   | Raúl Gutiérrez       |     |
| 2     | DEF   | José Guadalupe Cruz  |     |
| 5     | DEF   | Wilson Graniolatti   |     |
| 4     | DEF   | Miguel Herrera       |     |
| 6     | MED   | René Isidoro García  |     |
| 10    | MED   | Roberto Andrade      |     |
| 23    | MED   | Guillermo Cantú      | 70' |
| 7     | MED   | Pedro Massacessi     | 38' |
| 9     | DEL   | Luis Miguel Salvador |     |
| 11    | DEL   | Daniel Guzmán        |     |
| D. T. | D. T. | Ricardo La Volpe     |     |

| 27 | Delantero      | Juan Antonio Flores Barrera | 60' |
| 8  | Centrocampista | Gerardo Jiménez             | 77' |

| 33 | Centrocampista | Manuel Negrete | 38' |
| 16 | Centrocampista | Mario García   | 70' |

| Anotado | ? | : |

| 40' · 76' · 86' | Wilson Graniolatti Daniel Guzmán |  |

| Amonestado · Amonestado | ? |

| Amonestado · Amonestado | ? |

| Expulsado · Otorgado · Expulsado | Roberto Hernandez ? |

| Expulsado · Otorgado · Expulsado | ? |

| Principal  | Arturo Brizio     |
| Asistentes | Armando Archundia |
|            | Antonio Marrufo   |
| Cuarto     | ?                 |

|                    |   |   |
| Tiros              | - | - |
| Tiros a puerta     | - | - |
| Faltas             | - | - |
| Saques de esquina  | - | - |
| Penaltis           | - | - |
| Fueras de juego    | - | - |
| Posesión del balón | % | % |

| Alineación inicial |

| 1     | POR   | Rubén Ruiz Díaz      |     |
| 4     | DEF   | Teodoro Orozco       | 60' |
| 13    | DEF   | Rolando Esquer       | 77' |
| 22    | DEF   | Richard Tavares      |     |
| 5     | DEF   | Guillermo Muñoz      |     |
| 14    | MED   | Roberto Hernandez    |     |
| 17    | MED   | José Antonio Noriega |     |
| 7     | MED   | Porfirio Jiménez     |     |
| 12    | DEL   | Luis Hernandez       |     |
| 10    | DEL   | Careca II            |     |
| 11    | DEL   | Sergio Verdirame     |     |
| D. T. | D. T. | Hugo Hernandez       |     |

| 12    | POR   | Félix Fernández      |     |
| 21    | DEF   | Raúl Gutiérrez       |     |
| 2     | DEF   | José Guadalupe Cruz  |     |
| 5     | DEF   | Wilson Graniolatti   |     |
| 4     | DEF   | Miguel Herrera       |     |
| 6     | MED   | René Isidoro García  |     |
| 10    | MED   | Roberto Andrade      |     |
| 23    | MED   | Guillermo Cantú      | 70' |
| 7     | MED   | Pedro Massacessi     | 38' |
| 9     | DEL   | Luis Miguel Salvador |     |
| 11    | DEL   | Daniel Guzmán        |     |
| D. T. | D. T. | Ricardo La Volpe     |     |

| 27 | Delantero      | Juan Antonio Flores Barrera | 60' |
| 8  | Centrocampista | Gerardo Jiménez             | 77' |

| 33 | Centrocampista | Manuel Negrete | 38' |
| 16 | Centrocampista | Mario García   | 70' |

| Anotado | ? | : |

| 40' · 76' · 86' | Wilson Graniolatti Daniel Guzmán |  |

| Amonestado · Amonestado | ? |

| Amonestado · Amonestado | ? |

| Expulsado · Otorgado · Expulsado | Roberto Hernandez ? |

| Expulsado · Otorgado · Expulsado | ? |

| Principal  | Arturo Brizio     |
| Asistentes | Armando Archundia |
|            | Antonio Marrufo   |
| Cuarto     | ?                 |

|                    |   |   |
| Tiros              | - | - |
| Tiros a puerta     | - | - |
| Faltas             | - | - |
| Saques de esquina  | - | - |
| Penaltis           | - | - |
| Fueras de juego    | - | - |
| Posesión del balón | % | % |

| Alineación inicial |

| Campeón Primera División 1992/93 |
| -------------------------------- |
|                                  |
| Atlante                          |
| 2.o título                       |